# ALL STAR 熱血大賞
『ALL STAR 熱血大賞』（オールスターねっけつたいしょう）は、1992年1月9日（木曜） 19:30 - 20:54 （日本標準時）に日本テレビ系列局で放送された日本テレビ製作の単発バラエティ番組（ゲーム番組）である。正式名称は『ビートたけしの痛いの痛いのうれしいな ALL STAR 熱血大賞』。

## 概要
『スーパージョッキー』の1コーナー「THEガンバルマン」を拡大展開した新春特別番組で、『木曜スペシャル』枠を使って放送された。
番組は、たけし軍団とゲストの参加者たちが優勝賞金100万円を目指し、さまざまなゲーム企画に挑戦する模様を放送。そしてスタジオにいる審査員たちがそれらを収めたVTRを見て、彼らに評価を下した。審査員たちはVTRを見終わった直後に「優秀チャレンジャー」を決めねばならず、最初にその役を指名された大島渚は相当に驚いていた。司会は、『スーパージョッキー』本編と同様にビートたけしと蓮舫が務めた。
元々はプロ野球ナイター中継中止時の保険（いわゆる雨傘番組）として制作されたもので、番組収録は放送の半年前に行われた。しかし番組は1991年内には放送されず、年明けになってようやく日の目を見た。（『北野ファンクラブ』のトークで、夏場に収録したため真冬の放送で出演者が半袖で出ているのがすごい違和感があるとたけしが語っていた。）

## 出演者

### 司会
- ビートたけし
- 蓮舫

### ゲームコーナー出演者
- たけし軍団
- 間寛平
- 忍者
- 佐藤忠志
- 亜仁丸レスリー
- 宮尾すすむ - リポーターとして参加。
- 女子プロレス代表（尾崎魔弓、イーグル沢井、ジェンヌゆかり）
- AV女優代表（姫野亜利砂、広田まみ、早瀬理沙）
- ものまね代表（矢沢永吉と松山千春のものまね芸人。いずれも芸名クレジットなし）
- 特撮ヒーロー代表（快傑ライオン丸、月光仮面、マグマ大使の着ぐるみ）
- 暴走族チャレンジャー（元暴走族の一般参加者3名）

### ゲームコーナー審査員
- 大島渚
- 和田アキ子
- ポール牧
- 杉本彩
- 武田修宏（当時読売サッカークラブ所属選手）

## スタッフ
- 構成：沢口義明、河村達樹、西川晋、和島浩秀
- SW：安波次夫
- カメラ：鈴木博
- 音声：笹川秀男
- 照明：小寺勝馬
- 調整：牧野和侑
- 音効：宮嶋敏行
- 美術：荒井亜和、中野嘉一郎
- 制作協力：オフィス北野、日企
- TK：阿部直子、野口一美(かず実)
- 制作デスク：木村有里
- コーディネイター：松原寛、山上恵子、名和達郎、松井弘志
- 制作スタッフ：高橋康之、河戸憲男、吉原政幸、浦島和彦
- 演出補：飯沼誠
- 演出：中村英明
- プロデューサー：渡辺弘 / 高橋靖二
- 製作著作：日本テレビ

## ゲーム内容
出演者たちは以下のゲームに挑戦し、審査員たちは彼らの中からゲームごとの「優秀チャレンジャー」を選出した。優秀チャレンジャーに認定された者たちは、最終ゲームの熱湯風呂に挑戦できた。
気功の荒技に挑戦
中国から気功の達人を招き、達人のする岩石割り、頭上ブロック割り、金属塊身体打撃、刀剣押し切り、扇風機指止め等の荒技に出演者たちが挑戦した。このゲームでの優秀チャレンジャーはビートたけし。
水中パフォーマンスに挑戦
出演者たちが巨大な水槽に入り、息を止めながらのものまね合戦に挑戦。このゲームでの優秀チャレンジャーはダンカン。
逆回転オリンピック
運動会の障害物競走をモチーフに、ゴールからコースを逆行したものを撮影し、逆回転させて自然さの演技を競った。このゲームでの優秀チャレンジャーは松山千春のものまね芸人と忍者の高木延秀。
タイ式フライングクッキング
注文された料理を空中に投げるパフォーマンスが名物の、当時タイで評判だったレストラン従業員の技に挑戦。このゲームでの優秀チャレンジャーは尾崎魔弓。
バットマンのロープアクションに挑戦
映画『バットマン』をモチーフにしたゲームで、出演者たちが滑車伝いにロープを下り、自ら的に命中する。このゲームでの優秀チャレンジャーはラッシャー板前。
ファイアーダンスに挑戦
パプアニューギニアのバイニン族に伝わる伝統舞踊「ファイアーダンス」をアレンジしたゲームで、出演者たちは火の付いたロウソクの下をリンボーダンスのように潜らされた。このゲームでの優秀チャレンジャーはつまみ枝豆。
特別アトラクション
優秀チャレンジャーたちが「過激なチャレンジに挑んだ挑戦者を癒す」との名目で過激な整体を受ける。
熱湯風呂
優秀チャレンジャーたちがスタジオで熱湯風呂に挑戦する最終ゲーム。このゲームには、総額800万という触れ込みの特製熱湯風呂が登場した。しかし、たけし軍団のメンバーが入り乱れての地獄絵図が展開される中、忍者が持ち歌を歌いながらエンディングに入ってしまい、優勝賞金の行方は有耶無耶にされた。